# Der Linkshänder (Nikolai Leskow)

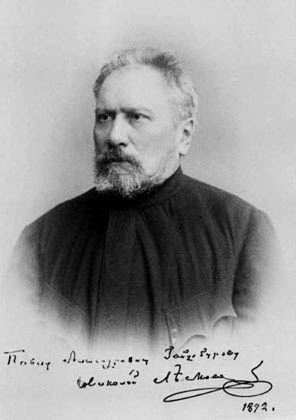
Nikolai Leskow im Jahr 1872

Der Linkshänder, auch Der stählerne Floh (russisch Левша, Lewscha), ist eine Erzählung (genauer: russische Literaturwissenschaftler reden in dem Fall von einem Skas) des russischen Schriftstellers Nikolai Leskow, die 1881 in Aksakows slawophiler Zeitung Rus (Russland) in Moskau erschien.
Leskow zeigt am Beispiel eines Büchsenmachers, Russland weiß seine Fachleute nicht zu schätzen.

## Inhalt
Nach den Wiener Beratungen bestaunt Alexander I. – nun einmal nach Mitteleuropa gereist – in England jeden Tag ein anderes Wunderding. In der Kunstkammer kann sich der Herrscher an einer englischen Pistole kaum sattsehen. Der Ataman General Platow – im Gefolge des Herrschers – schraubt die Handfeuerwaffe auseinander und nimmt das Schloss heraus. Darauf steht „Iwan Moskwin in der Stadt Tula“.
Die Gastgeber müssen etwas gegen die Blamage unternehmen. In ihrer neuen Kunstkammer präsentieren sie dem Zaren am nächsten Tag einen winzigen stählernen Floh. Mit dem Lob „Ihr seid die ersten Meister auf der ganzen Welt, und meine Leute verstehn im Vergleich zu euch überhaupt nichts“ kauft der Herrscher den Gastgebern das Spielzeug für eine Million in Silberfünfern ab.
Alexander I. stirbt. Der Floh fällt in die Hände Nikolaus I. Der neue Herrscher bittet den inzwischen vergreisten Platow um Überprüfung dieser geheimnisvollen Feinmechanik. Platow übergibt den Floh aus England den drei geschicktesten Tulaer Waffenschmieden. Einer der drei Meister ist der schielende Linkshänder. Platow reist von Tula aus weiter an seinen stillen Don. Als der Greis nach vierzehn Tagen wieder in Tula anreist und den Floh inspiziert, bekommt er einen Wutanfall. Anscheinend haben alle drei Meister die Hände zwei Wochen lang in den Schoß gelegt. Der Linkshänder muss – zerlumpt, wie russische Fachleute seinerzeit bekleidet sind – mit nach Petersburg zur Audienz.
Staubig, ungewaschen, doch unerschrocken tritt der schlecht gekleidete Linkshänder vor den Zaren und erläutert dem Herrscher, Beaugenscheinigung einer Ferse des Flohs durchs Miniskop lüfte das Geheimnis. Der lachende Zar kommt aus dem Staunen nicht heraus. Die Tulaer haben den Floh mit Hufeisen beschlagen. Der Linkshänder setzt noch eins drauf. Er habe die Hufeisennägel eigenhändig geschmiedet.
Frisch gebadet und neu eingekleidet wird der Linkshänder samt Floh nach England expediert. Erstaunt stellt der Ankömmling fest, die Fachleute sind in England allesamt ordentlich gekleidet und werden sogar beruflich fortgebildet. Die Engländer erkennen das Talent des Gastes und wollen ihn behalten. Nichts zu machen – der Linkshänder bekommt Heimweh nach Russland. Der Empfang des inzwischen Erkrankten daheim ist alles andere als gebührend. In Petersburg kommt er lediglich in einem Krankenhaus unter, in dem gewöhnlich Sterbende unbekannten Standes liegen. Der Linkshänder stirbt. Vor seinem Tode bittet er den behandelnden Arzt, dem Zaren eine wichtige Mitteilung, das Waffenreinigen betreffend, zu überbringen. Die Nachricht bleibt bei dem gegen Fachleute voreingenommenen Kriegsminister Graf Tschernyschow hängen. Somit verlieren die Russen den Krimkrieg.

## Adaptionen
- 1964 Sowjetunion: Der Linkshänder[4], Trickfilm von Iwan Iwanow-Wano.[5]
- 1986 Sowjetunion, Lenfilm: Der Linkshänder[6], Spielfilm von Sergei Owtscharow mit Nikolai Stozki in der Titelrolle.
- 2012–2013 Der Linkshänder (Левша), Oper in zwei Akten; Musik und Libretto: Rodion Schtschedrin.

## Rezeption
- Eberhard Reißner schreibt 1971: „Die zeitgenössischen Kommentatoren waren uneins in der Frage, ob die Geschichte vom Linkshänder nun das russische Volk verherrliche oder herabsetze. Leskow erklärte schließlich dazu, weder das eine noch das andere habe in seiner Absicht gelegen. Der Linkshänder darf jedoch als Verkörperung der guten Eigenschaften des russischen Volkes … betrachtet werden. Zugleich wollte der Schriftsteller auch die Rückständigkeit seiner Heimat anklagen.“[7]
- Rudolf Marx nennt den Text „zur Volkssage gesteigerte[s], durch übermütige, teils volksetymologische Sprachverrenkungen ausgezeichnete[s] Prosagedicht“.[8]

## Deutschsprachige Ausgaben
- Der stählerne Floh. Aus dem Russischen übertragen von Karl Nötzel. S. 7–66 in Nikolai Ljesskow: Die schöne Asa. Der stählerne Floh. Die Kampfbereite. Drei Erzählungen. 237 Seiten. Verlag Karl Alber, Freiburg im Breisgau 1949
- Die Geschichte von dem stählernen Floh und dem Linkshänder aus Tula. Deutsch von Johannes von Guenther, in: Die Geschichte von dem stählernen Floh und dem Linkshänder aus Tula / Das Tier, Reclam Verlag, Ditzingen 1977, ISBN 3150082153, ISBN 9783150082157
- Der Linkshänder. Die Geschichte vom schielenden Linkshänder aus Tula und dem stählernen Floh. Deutsch von Hertha von Schulz. S. 124–165 in Eberhard Reißner (Hrsg.): Nikolai Leskow: Gesammelte Werke in Einzelbänden. Der Gaukler Pamphalon. 616 Seiten. Rütten & Loening, Berlin 1971 (1. Aufl.)
- Der Linkshänder. Die Geschichte vom Tulaer schielenden Linkshänder und vom stählernen Floh. Deutsch von Ruth Hanschmann. S. 205–251 in Nikolai Leskow: Der Weg aus dem Dunkel. Erzählungen. 467 Seiten. Dieterich’sche Verlagsbuchhandlung, Leipzig 1972 (Sammlung Dieterich Bd. 142, 3. Aufl.)
- Der Linkshänder. Die Geschichte vom Tulaer schielenden Linkshänder und vom stählernen Floh. Deutsch von Ruth Fritze-Hanschmann. S. 103–140 in Nikolai Leskow: Das Schreckgespenst. Erzählungen. 272 Seiten. Gustav Kiepenheuer, Leipzig 1982 (Die Bücherkiepe, 1. Aufl.)

Verwendete Ausgabe:
- Der Linkshänder. Die Geschichte vom schielenden Linkshänder aus Tula und dem stählernen Floh. Deutsch von Hertha von Schulz. S. 540–579 in Eberhard Dieckmann (Hrsg.): Nikolai Leskow: Gesammelte Werke in Einzelbänden. 4. Der ungetaufte Pope. Erzählungen. Mit einer Nachbemerkung des Herausgebers. 728 Seiten. Rütten & Loening, Berlin 1984 (1. Aufl.)